# Roberto Carboni
Roberto Carboni OFM Conv. (ur. 12 października 1958 w Scano di Montiferro) – włoski duchowny katolicki, biskup Oristano od 2019, biskup Ales-Terralba w latach 2016–2019 i od 2021.

## Życiorys
Święcenia kapłańskie otrzymał 29 września 1984 w zakonie franciszkanów konwentualnych. Po święceniach pracował w Asyżu jako ojciec duchowny postulatu i wykładowca miejscowego instytutu teologicznego. W latach 1994–2001 był sekretarzem i wikariuszem prowincjalnym, jednocześnie (w latach 1994–1999) kierując zakonnym postulatem w Oristano. W latach 2001–2013 pracował jako misjonarz na Kubie, a w 2013 został mianowany sekretarzem generalnym zakonu ds. formacji.
10 lutego 2016 papież Franciszek mianował go ordynariuszem diecezji Ales-Terralba. Sakry udzielił mu 17 kwietnia 2016 ówczesny metropolita Sassari – arcybiskup Paolo Atzei.
4 maja 2019 został mianowany arcybiskupem metropolitą Oristano. 3 lipca 2021 został ponownie mianowany biskupem Ales-Terralba, pozostając jednocześnie arcybiskupem Oristano, łącząc te dwie diecezje unią in persona episcopi.
Ingres do katedry diecezjalnej odbył 19 września 2021.